# Musei
Musei – miejscowość i gmina we Włoszech, w regionie Sardynia, w prowincji Sud Sardynia.
Według danych na rok 2004 gminę zamieszkiwało 1505 osób, 75,2 os./km².